# Emeipai
Emeipai (峨眉派, scuola o fazione di Emei) è un insieme di stili di arti marziali cinesi che racchiude i vari pugilati che hanno avuto origine sull'Emeishan. Si utilizza anche Emeiquan (峨眉拳, pugilato Emei). Si dice che le scuole che appartengono a questo insieme abbiano caratteristiche sia di Shaolinpai, sia di Wudangpai; certamente l'Emeipai è stato sviluppato dai bonzi buddisti e dai preti taoisti sulla montagna Emei nella provincia del Sichuan. Il primo riferimento alle arti marziali praticate sulla montagna Emei appare durante l'epoca della dinastia Ming in un poema scritto da Tang Shunzhi (唐顺之), il Jingchuan Xiansheng Wenji (荆川先生文集, raccolta di lavori del maestro Jingchuan), nel capitolo Emei Daoren Quange (峨眉道人拳歌, canti del pugilato Taoista di Emei).
Il numero di stili praticati alle pendici del monte Emei si è incrementato notevolmente all'epoca della dinastia Qing.
Oggi, riprendendo l'Emei Quanpu (峨眉拳谱, spartito del pugilato Emei) degli inizi della dinastia Qing, vengono elencate a comporre questa fazione 8 Men (门, scuola, porta) e 5 Pai (派).
- 8 Men (八门) che sono anche dette Baye (八叶, 8 foglie): Sengmen (僧门); Yuemen (岳门); Zhaomen (赵门); Dumen (杜门); Hongmen (洪门); Huamen (化门); Zimen (字门); Huimen (会门).
- 5 Pai (五派) che sono anche dette Wuhua (五花): Huanglingpai (黄陵派); Dianyipai (点易派); Qingchengpai (青城派); Tiefopai (铁佛派); Qingniupai (青牛派).